# Waterloo (métro de Sydney)
Pour les articles homonymes, voir Waterloo.
Waterloo est une station de métro à Sydney, en Australie. Située sur la seule ligne du métro de Sydney entre Central et Sydenham, elle a été mise en service le 19 août 2024.

## Histoire
Il est envisagé de construire la ligne via l'université de Sydney, mais en décembre 2015, le Gouvernement de Nouvelle-Galles du Sud confirme que la ligne sera construite via Waterloo,.
La station est inaugurée le 19 août 2024.